# Jeon Bo-ram
Jeon Bo-ram (hangul: 전보람; hanja: 全寶藍; Jeonju, 22 de março de 1986), mais conhecida na carreira musical apenas como Boram (hangul: 보람), é uma cantora e atriz sul-coreana. Realizou sua estreia no cenário musical em 2009 no grupo feminino T-ara, sendo considerado um dos grupos de K-pop mais populares e bem sucedidos da Coreia do Sul.

## Biografia
Boram nasceu em 22 de março de 1986, em Jeonju, Jeolla do Norte, na Coreia do Sul. Seu pai, Jeon Young-rok, é um popular cantor da Coreia do Sul nas décadas de 1970 e 1980. Sua mãe, Lee Mi-young, é uma atriz. Boram é da terceira geração de uma família de artistas, já que seu avô, Hwang Hae, e sua avó, Baek Sul-hee, eram cantores famosos. Tem uma irmã mais nova chamada Jeon Woo-ram, mais conhecida por seu nome artístico Rami, ex-integrante do grupo D-Unit.

## Carreira

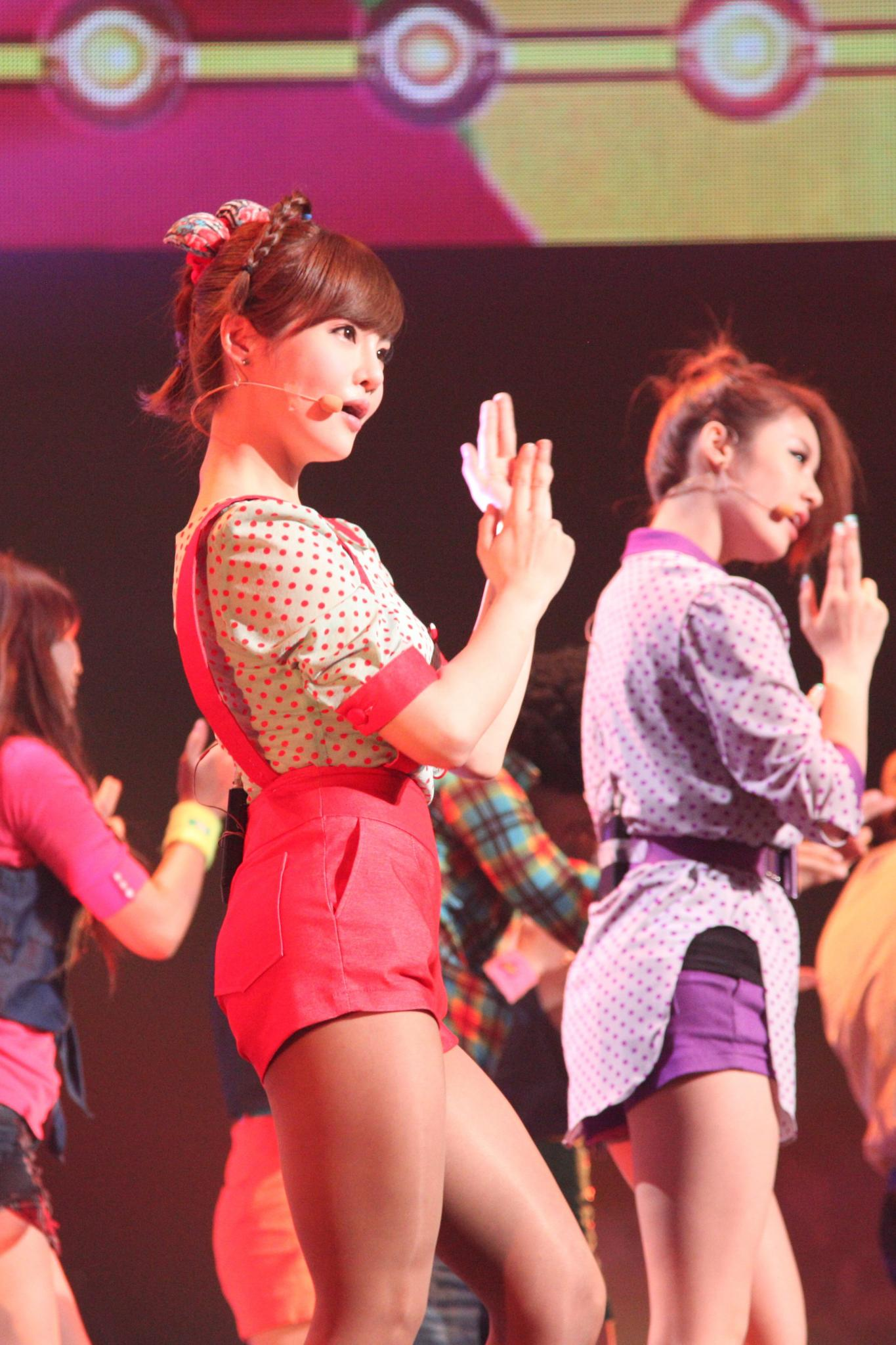
Boram apresentando-se no Cyworld Dream Music Festival em julho de 2011

### 2008–13: Início da carreira e QBS
Antes de sua estreia com o T-ara, Boram lançou dois CD singles. Seu single digital "Is It Today", foi lançado em 15 de abril de 2008 como parte do CD single Lucifer Project Vol 1. 愛. From Memory, composto de duas canções, foi lançado em 14 de novembro do mesmo ano.
Boram foi contatada pelo CEO da Core Contents Media (hoje MBK Entertainment) depois de assistir a um vídeo dela dançando "My Name" da cantora BoA. Em meados de 2009, Boram juntou-se à Eunjung, Hyomin e Jiyeon para formar o grupo feminino T-ara. Com a adição das integrantes Qri e Soyeon, o grupo estreou em 28 de julho de 2009 com o lançamento do single "Lies" (거짓말).
No mesmo ano, Boram iniciou sua carreira como atriz através da série de televisão Soul da MBC. Já em 2010, foi escalada para o elenco da minissérie de um episódio The Angel of Death Comes With Purple High Heels da KBS. Em 15 de julho de 2010, com a adição da integrante Hwayoung, foi revelado que Boram assumiu a liderança do T-ara, que segue um sistema de liderança rotativo na qual as líderes do grupo mudam de período a período. Ela é a segunda líder do grupo após Eunjung. Em dezembro do mesmo ano, ela foi escalada para um musical chamado I Really Really Like You junto de seu pai.
Em julho de 2011, Boram passou a liderança do grupo para a colega Hyomin. Em 2013, ela juntou-se à Qri e Soyeon para formar a subunidade japonesa QBS que estreou em 26 de junho com o lançamento do single "Kaze no You ni" (風のように, Like The Wind).

### 2017–presente: Saída da MBK Entertainment e trabalhos como atriz
Em 06 de março de 2017, a MBK Entertainment anunciou que o T-ara estava preparando-se para o último lançamento com seis integrantes, provisoriamente agendado para maio, com Boram e Soyeon rescindindo seus contratos após o lançamento, enquanto Qri, Eunjung, Hyomin e Jiyeon permanecerão com a gravadora até 31 de dezembro. Porém, em 7 de maio, a MBK Entertainment anunciou que os planos do grupo haviam mudado e que o lançamento final havia sido remarcado para junho de 2017, sem a participação de Soyeon e Boram devido ao vencimento de seus contratos. Em 8 de maio, foi anunciado que a última apresentação do T-ara com seis integrantes seria no concerto do grupo em Taiwan em 13 de maio.
Em 2019, Boram protagonizou a série de televisão Shall We That's da Smile TV.

## Discografia

### CDsingles
| Título                               | Detalhes do álbum |
| ------------------------------------ | --- |
| Lucifer Project Vol. 1 Ai (愛; Love) | - Lançado: 15 de abril de 2008 Lista de músicas 1. "Is It Today" (오늘인가요) 2. "Is It Today" (오늘인가요) (Instrumental)                       |
| From Memory                          | - Lançado: 14 de novembro de 2008 Lista de músicas 1. "Since Then" (그 후론) 2. Loving You (Song Ver.) 3. "From Memory" 4. Loving You (Rap Ver.) |

### Singles
| Título                                                                                   | Ano        | Melhor posição nas paradas | Vendas (DL) | Álbum        |
| Título                                                                                   | Ano        | KOR                        | Vendas (DL) | Álbum        |
| Em japonês                                                                               | Em japonês | Em japonês                 | Em japonês  | Em japonês   |
| ---------------------------------------------------------------------------------------- | ---------- | -------------------------- | ----------- | ------------ |
| "Maybe Maybe"                                                                            | 2013       | —                          | —           | Bunny Style! |
| "—" indica lançamentos que não figuraram nas paradas ou não foram lançados nessa região. |            |                            |             |              |

## Filmografia

### Filmes
| Ano  | Título                    | Título                        | Personagem | Nota(s)               | Ref.   |
| Ano  | Romanizado                | Hangul                        | Personagem | Nota(s)               | Ref.   |
| ---- | ------------------------- | ----------------------------- | ---------- | --------------------- | ------ |
| 2002 | The Romantic President    | 피아노 치는 대통령            | —          |                       | [ 31 ] |
| 2010 | Death Bell 2: Bloody Camp | 고死 두번째 이야기 : 교생실습 | Ji-ae      | Participação especial | [ 32 ] |

### Televisão
| Ano  | Título                                          | Título                               | Personagem | Emissora      | Nota(s)           | Ref.   |
| Ano  | Romanizado                                      | Hangul                               | Personagem | Emissora      | Nota(s)           | Ref.   |
| ---- | ----------------------------------------------- | ------------------------------------ | ---------- | ------------- | ----------------- | ------ |
| 2009 | Soul                                            | 혼                                   | Shin So-yi | MBC           | Papel recorrente  | [ 33 ] |
| 2010 | Master of Study                                 | 공부의 신                            | Estudante  | KBS           | Episódios 7–8, 10 | [ 34 ] |
| 2010 | The Angel of Death Comes With Purple High Heels | 보라색 하이힐을 신고 저승사자가 온다 | Ah-mi      | KBS           |                   | [ 35 ] |
| 2015 | Sweet Temptation                                | 달콤한 유혹                          | Youn-hee   | Naver TV Cast |                   | [ 36 ] |
| 2019 | Shall We That's                                 | 쉘위댓츠                             | —          | Smile TV      |                   | —      |

### Musicais
| Ano  | Título                   | Personagem | Ref.   |
| ---- | ------------------------ | ---------- | ------ |
| 2011 | I Really Really Like You |            | [ 20 ] |
| 2014 | The Lost Garden Musical  | Mercy      | [ 37 ] |